# Azul Eton
Azul Eton (del inglés Eton blue) es la denominación conjunta de las coloraciones verde azulada clara y azul moderada.
Se origina en el color representativo de los equipos deportivos del Colegio Eton del Reino Unido, y forma parte de la identidad visual de dicha institución.
El azul Eton ha sufrido variaciones con el correr del tiempo, pese a lo cual está incluido en el repertorio cromático iconolingüístico de los países angloparlantes.

## Historia

Pala de remo del equipo de Eton, mostrando el color celeste pálido usado actualmente

El origen del color usado por los equipos deportivos de Eton se remonta al menos a principios del siglo XIX, cuando los equipos de remo y cricket de la institución adoptaron para distinguirse un color verdoso. En 1836, el equipo de remo de la Universidad de Cambridge empleó también este color en una carrera náutica disputada con la Universidad de Oxford, y desde entonces lo adoptó definitivamente. El color siguió usándose en el ámbito deportivo de Eton durante unos cien años, hasta que fue sustituido por un celeste pálido, coloración que usan los equipos deportivos del colegio hasta el día de hoy. Ya sobre el siglo XXI se decidió restaurar el color institucional del colegio, proponiéndose nuevamente una tonalidad verdosa.

### El color original
El sitio web del Colegio Eton describe al color usado a principios del siglo XIX como situado entre los tonos 12B17 y 12B19 de la guía de color BS5252 del estándar británico de colores para pinturas (British Colour Standard). Debajo se da una reconstrucción aproximada del color, basada en estas indicaciones.
|             |                                                      |
| HTML        | #B0B38B                                              |
| RGB         | (176, 179, 139)                                      |
| HSV         | (64°, 22 %, 70 %)                                    |
| Referencias | Colegio Eton British Colour Standard / Resene Paints |

### El «azul Eton»
Bajo estas líneas se aprecian algunos cambios de definición o de interpretación que ha sufrido el «azul Eton». Estas muestras provienen de diccionarios del color estadounidenses publicados durante la primera mitad del siglo XX.
|             | Azul Eton          | Azul Eton          |
| HTML        | #436B95            | #66ADA4            |
| RGB         | (67, 107, 149)     | (102, 173, 164)    |
| HSV         | (211°, 55 %, 58 %) | (172°, 41 %, 68 %) |
| Referencias | Ridgway, 1912      | Maerz & Paul, 1930 |

#### Azul Eton oficial
Actualmente existen planes para establecer un único color que identifique al colegio, pero aún no se han implementado. El azul Eton oficial, mientras tanto, se define específicamente como una coloración intermedia entre el antiguo verde y el celeste pálido usado actualmente por el alumnado, como se ve bajo estas líneas.
|             | Azul Eton (oficial) |
| HTML        | #96C8A2             |
| RGB         | (150, 200, 162)     |
| HSV         | (134°, 25 %, 78 %)  |
| Referencias | Colegio Eton        |

## Usos
El azul Eton es suficientemente popular como para haber trascendido el ámbito de los colegios y universidades, habiéndose incorporado al repertorio cromático de la indumentaria y el interiorismo.